# 작사봉행
작사봉행(일본어: 作事奉行 사쿠지부교[*])은 에도 막부와 여러 번에 있던 직책이다. 오다 노부나가 시대에도 있던 여러 부교 중 하나이지만 상시직제는 아니었다. 에도시대 들어 사쿠지부교는 공사총괄大工頭을 사무라이로 대우하여 건설기술자 집단을 관리했고 에도성의 유지보수를 맡겼다. 宮大工는 지샤부교 소속이었다. 普請奉行、小普請奉行와 함께 시모산부교下三奉行라 불렸다. 에도시대에는 1632년에 설치된 직책으로 로주 지배였으며 석고는 2000석에 정원은 두명이었다. 공사를 담당했지만 특히 목공이 전문이었으며 목수·세공·다다미·식목 등을 담당했다. 1662년부터 한명은 宗門改役을 겸했다.　메츠케 근처에 본부가 있었다. 하위직으로는 교토 공사총괄京都大工頭、공사총괄大工頭、사쿠지 부부교作事下奉行、다다미부교畳奉行、세공소장細工所頭、간조총괄勘定役頭取、作事方被官、기와부교瓦奉行、식목부교植木奉行、作事方庭作 등이 있었다. 사쿠지부교 근무를 마치면 오메츠케나 마치부교, 간조부교 등으로 승진했다. 

## 같이 보기
- 봉행 (일본사)